# 粟 (単位)
粟（ぞく）は、日本の尺貫法および中国における歴史上の体積の単位である。
「粟」の漢字はアワを意味する。日本の尺貫法では『塵劫記』により圭の10分の1と定義され、したがって1粟は1勺の1万分の1、メートル法に換算して約1.8039µLとなる。一方、中国の『孫子算経』では圭の6分の1となっている。